# Teleng
Teleng is een bestuurslaag in het regentschap Bojonegoro van de provincie Oost-Java, Indonesië. Teleng telt 1552 inwoners (volkstelling 2010).